# Infinite F
Infinite F (кор. 인피니트F; стилизован как INFINITE F)-второй суб-юнит южнокорейской мужской группы Infinite, сформированная под руководством Woollim Entertainment в 2014.  Подразделение состоит из участников Infinite: Сонёль, L, Сонджон. Суб-юнит осуществил свой японский и корейский дебют с сингл альбомом под названием Koi no Sign и Azure.

## История

### 2011: Предебют и первое выступление
Infinite F впервые выступили как неофициальное подразделение на 1-м Inspirit Inauguration 17 августа. Трио сделало кавер-версию «Bangkok City» от Orange Caramel, который был хорошо принят фанатами.

### 2014: Дебют
Infinite F были официально анонсированы на концерте One Great Step Returns, который состоялся 28 февраля и 1 марта. Они также впервые исполнили песню Heartthrob. В конечном итоге песня стала основным OST для драмы KBS Привет! Школа: Пора любить, с участием члена группы Сонёль и Ухёна из Infinite.
Группа выпустила свой первый официальный релиз на втором корейском студийном альбоме Infinite, «Season 2». Песня «Going Crazy» была написана Конаном из инди-корейской рок-группы Rocoberry.
14 октября Woollim Entertainment официально объявило, что Infinite F осуществит дебют в Японии с Koi no Sign 19 ноября. Акико Хигасимура, создатель Princess Jellyfish, предоставила иллюстрации к обложке альбома. Koi no Sign дебютировало на недельном чарте Oricon на # 6, было продано свыше 31 287 копий.
В рамках японских промоакций в Харадзюку с 17 по 30 ноября был открыт магазин по продаже различных предметов одежды Infinite F. Кроме того, подгруппа сделала тур из пяти шоу, выступив в Осаке, Нагое и Токио.
5 ноября была показана обложка альбома для Azure, за которой последовало объявление о том, что Infinite F дебютирует в Корее на следующей неделе. 2 декабря был выпущен Azure и его музыкальное видео для Heartthrob. Подгруппа сделала свой официальный дебют музыкального шоу на Music Bank 5 декабря. 12 декабря Infinite F стала первой подгруппой Infinite или соло, которая была номинирована на первое место на музыкальном шоу.

## Дискография

### Сингл альбомы
| Название    | Детали альбома                                                                                              | Позиции в чартах | Позиции в чартах | Продажи       |
| Название    | Детали альбома                                                                                              | KORGaon          | JPNOricon        | Продажи       |
| Корейский   | Корейский                                                                                                   | Корейский        | Корейский        | Корейский     |
| ----------- | --- | ---------------- | ---------------- | ------------- |
| Azure       | - Выпущен: 2 декабря 2014 - Лейбл: Woollim Entertainment, LOEN Entertainment - Формат: CD, digital download | 1                | —                | - KOR: 52914+ |
| Японский    | |                  |                  |               |
| Koi No Sign | - Выпущен: 19 ноября 2014 - Лейбл: Delicious Deli Records, Woollim Contents - Формат: CD, digital download  | —                | 6                | - JPN: 32866+ |

### Синглы
| Название      | Год    | Позиции в чартах | Позиции в чартах | Продажи       | Альбом      |        |        |        |        |        |        |
| Название      | Год    | KORGaon          | JPNOricon        | Продажи       | Альбом      |        |        |        |        |        |        |
| Korean        | Korean | Korean           | Korean           | Korean        | Korean      | Korean | Korean | Korean | Korean | Korean | Korean |
| ------------- | ------ | ---------------- | ---------------- | ------------- | ----------- | ------ | ------ | ------ | ------ | ------ | ------ |
| "Heartthrob"  | 2014   | 23               | —                |               | Azure       |        |        |        |        |        |        |
| Japanese      |        |                  |                  |               |             |        |        |        |        |        |        |
| "Koi No Sign" | 2014   | —                | 6                | - JPN: 31287+ | Koi No Sign |        |        |        |        |        |        |

### Другие песни чартов
| Название   | Год  | Позиции в чартах | Позиции в чартах | Продажи | Альбом |
| Название   | Год  | KORGaon          | JPNOricon        | Продажи | Альбом |
| ---------- | ---- | ---------------- | ---------------- | ------- | ------ |
| "It's You" | 2014 | 64               | —                |         | Azure  |
| "My Girl"  | 2014 | 67               | —                |         | Azure  |